# دانشسرای عالی
دانشسرای عالی، مؤسسهٔ تربیت آموزگار برای دبیرستان‌های کشور بود که در سال ۱۳۵۳ به دانشگاه تربیت معلم (دانشگاه خوارزمی فعلی) تغییر نام یافت.

## دارالمعلمین عالی
پیشینه دانشسرای عالی به دارالمعلمین مرکزی بر می‌گردد که در سال ۱۲۹۸ خورشیدی در تهران برای تربیت معلم مدارس تأسیس شد. از مهر ۱۳۰۷ در دوران وزارت یحیی قراگوزلو دوره عالی به آن افزوده شد و دارالمعلمین عالی نام گرفت. دارالمعلمین عالی دارای دو قسمت علمی (رشته‌های ریاضیات، طبیعیات، فیزیک و شیمی) و ادبی (ادبیات، فلسفه، تاریخ و جغرافیا) بود، و معلمان ایرانی و فرانسوی در آن تدریس می‌کردند.
استقبال از دارالمعلمین عالی کم بود چون در آن زمان سالیانه نزدیک به دویست نفر برای تحصیل به اروپا اعزام می‌شد و دیپلمه‌ای برای تحصیل در دارالمعلمین باقی نمی‌ماند؛ بنابراین، وزارت معارف برای جذب دانشجو تصمیم گرفت امتیازاتی قائل شود و از سال ۱۳۰۸ به پانزده دانشجو، کمک هزینه می‌داد و دانش‌آموختگان دارالمعلمین می‌توانستند بدون امتحان برای ادامه تحصیل به خارج اعزام شوند. همچنین وزارت معارف مکلف شد دانش‌آموختگان دارالمعلمین عالی را در مدارس دولتی به خدمت معلمی استخدام کند.
در فروردین ۱۳۱۱ عیسی صدیق به ریاست دارالمعلمین عالی انتخاب شد و درصدد برآمد محل مناسب و ثابتی برای دارالمعلمین تعیین کند، با شرایطی که بتوان آزمایشگاه، کتابخانه و کلاس کافی برای تحقق هدفهای دارالمعلمین عالی در آن به وجود آورد. به همین جهت به پیشنهاد او و تصویب وزارت معارف، از تیر ۱۳۱۱ دارالمعلمین عالی به ساختمان نگارستان منتقل شد.

## تغییر نام به دانشسرا

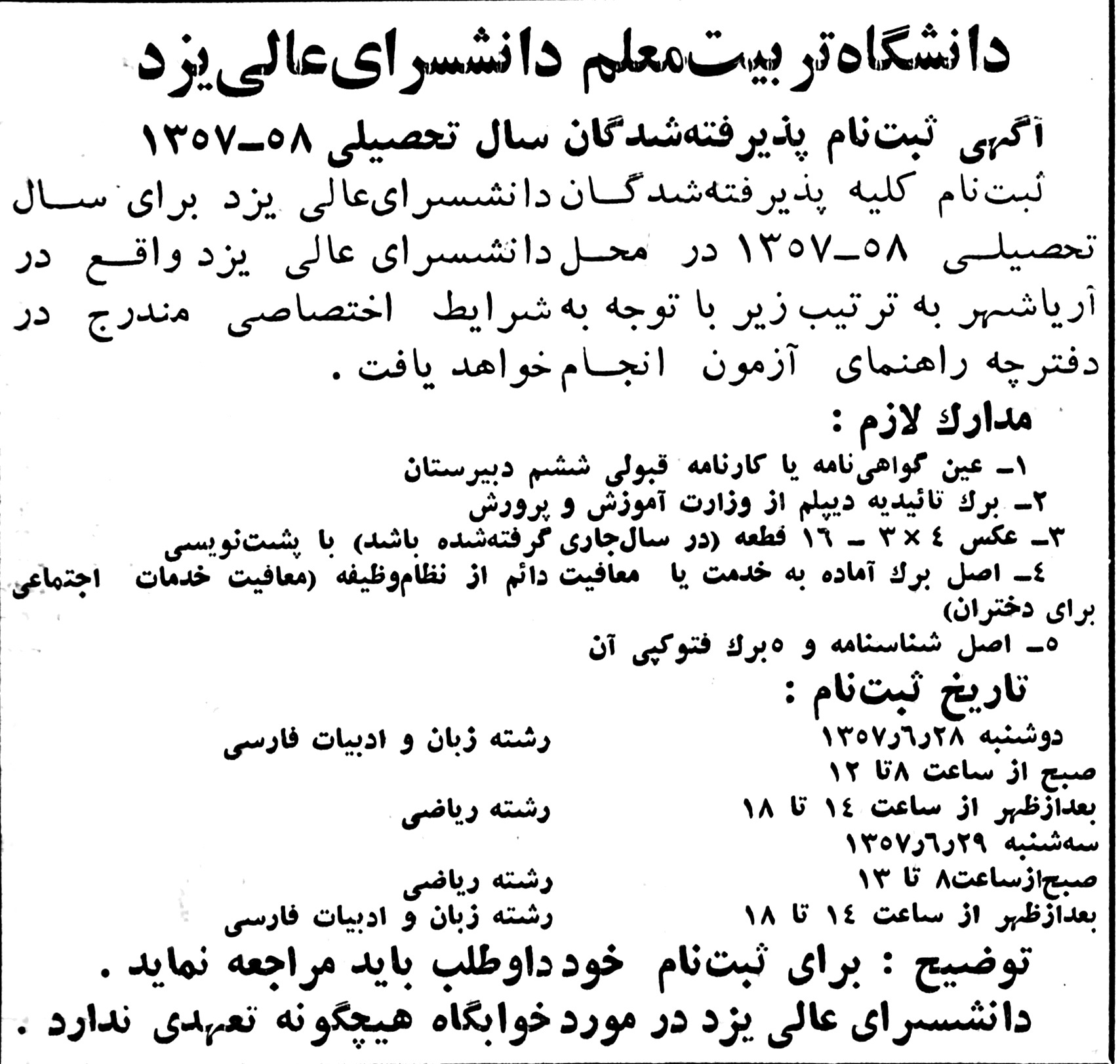
آگهی ثبت نام دانشگاه تربیت معلم دانشسرای عالی یزد

در ۲۹ بهمن ۱۳۱۲ علی‌اصغر حکمت کفیل (سرپرست) وزارت معارف لایحه‌ای در مجلس شورای ملی به شور گذاشت تا برای برپایی ۲۵ «دارالمعلمین و دارالمعلمات» در سراسر کشور بودجه تأمین کند. در همان جلسه، محمدهاشم میرزا افسر نایب رئیس مجلس و نماینده سبزوار پیشنهاد داد که به جای دارالمعلمین و دارالمعلمات، کلمه آموزشگاه به کار رود که هم فارسی است و هم آسان. پیشنهاد او با مخالفت نمایندگان روبرو شد؛ مثلاً طاهری نماینده یزد گفت که آموزشگاه کار را سخت‌تر می‌کند چون باید به جای دارالمعلمین بگوییم آموزشگاه مردانه و به جای دارالمعلمات، آموزشگاه زنانه. شاهزاده افسر به او پاسخ داد که زبان فارسی مانند عربی مذکر و مؤنث ندارد و آموزشگاه برای هر دو نوع دارالمعلمین بدون هیچ پسوندی می‌تواند به کار رود. سرانجام پیشنهاد شاهزاده افسر رأی نیاورد.
لایحه پس از شور اول به کمیسیون معارف رفت که هم شیخ الرئیس افسر در آن عضو بود و هم دکتر طاهری. در کمیسیون، اغلب اعضا کلمه آموزشگاه را پسندیدند و تصمیم گرفتند آن را در لایحه بگنجانند و بار دیگر به رأی مجلس بگذارند. اما باز هم در شور دوم با آموزشگاه مخالفت شد. اسماعیل عراقی نماینده اراک گفت: «فارسی‌تر از غالب نقاط ایران، شیراز، یزد و کرمان است؛ یعنی بیشتر لغات فارسی در آنجاها معمول و متداول است. بنده یقین قطعی دارم که اگر در قسمت دهات شیراز و کرمان بگوییم آموزشگاه کجاست، آنها نمی‌دانند که این آموزشگاه چیست؟ کجاست؟ میوه است؟ خوراکی است؟ چه چیز است و نمی‌فهمند».
همان دکتر طاهری که با آموزشگاه مخالفت کرده بود، پیشنهاد داد به جای دارالمعلمین و دارالمعلمات، کلمه آموزگارستان بگذارند. در رأی‌گیری، آموزشگاه رأی نیاورد اما آموزگارستان رأی آورد. هفته بعد که شور دوم لایحه جریان داشت، علی اصغر حکمت کفیل (سرپرست) وزارت معارف لایحه را از دستور کار مجلس خارج کرد و گفت پس از اصلاح برمی‌گرداند.
در نوزدهم اسفند ۱۳۱۲ که لایحه اصلاح شده دوباره در مجلس به شور گذاشته شد، به جای دارالمعلمین و دارالمعلمات، دانشسرای مقدماتی و به جای دارالمعلمین عالی، دانشسرای عالی به کار رفته و نوشته شده بود: «از این به بعد مدرسه ابتدائی دبستان و معلم آن آموزگار، مدرسه متوسطه دبیرستان و معلم آن دبیر، مدرسه صنعتی هنرستان و معلم آن هنرآموز، هر شعبه از مدارس عالیه (فاکولته) دانشکده و مجموع شعب عالیه (اونیورسیته) دانشگاه و معلم مدارس عالیه، استاد نامیده خواهد شد». این لایحه همان روز تصویب شد و نام دارالمعلمین عالی به دانشسرای عالی تغییر یافت.

## پیوستن به دانشگاه تهران
در همین دوره استادان ایرانی که به‌تازگی از خارج فارغ‌التحصیل شده بودند به استخدام دانشسرا درآمدند و موضوعات تازه نیز به دروس اضافه شد. پس از تأسیس دانشگاه تهران در سال ۱۳۱۳، دانشسرای عالی جزو آن شد و استقلال خود را از دست داد. هرچند همچنان تنها به پذیرش دانشجویانی پرداخت که داوطلب دبیری بودند. پیوستن به دانشگاه تهران موجب شد که دانشسرا از زمین ورزش و آزمایشگاه و کتابخانه مجهز برخوردار شود و همچنین رشته زبانهای خارجی برای تدریس فرانسوی، آلمانی، روسی و انگلیسی دایر شد. در سال تحصیلی ۱۳۱۴–۱۳۱۵ دختران نیز در دانشسرای عالی پذیرفته شدند.
تا سال تحصیلی ۱۳۲۱–۱۳۲۲، دانشسرای عالی با دانشکده‌های علوم و ادبیات توأم بود. در این سال دانشکده علوم از دانشکده ادبیات و دانشسرا جدا شد. دانشجویان رشته‌های علمی در دانشکده علوم به تحصیل پرداختند و دروس علوم تربیتی در دانشکده ادبیات ارائه می‌شد.

## استقلال
در سال ۱۳۳۴ دانشسرای عالی از دانشگاه تهران جدا شد و زیر نظر مستقیم وزارت فرهنگ قرار گرفت. در این زمان رشته‌های آن عبارت بودند از فیزیک، شیمی، ریاضی، طبیعی، ادبیات فارسی، زبان خارجی، فلسفه و علوم تربیتی، تاریخ و جغرافیا، تربیت بدنی و خانه‌داری. دوره تحصیل سه سال بود و دانش آموختگان، در رشته تخصصی، لیسانس آموزش دبیری دریافت می‌کردند. کمک هزینه‌ای بالغ بر ۱۵۰ تومان به دانشجویان پرداخت می‌شد و در مقابل تعهدی به مدت پنج سال خدمت دبیری در شهرستان‌ها از آنان اخذ می‌شد.
در دانشسرا، علاوه بر کلاس‌های روزانه، کلاسهای شبانه نیز برای تربیت معلمان تشکیل شد. از سال تحصیلی ۱۳۳۹–۱۳۴۰ یک دوره فوق لیسانس شبانه برای تربیت دبیر رشته‌های گوناگون برقرار شد. همچنین از سال ۱۳۴۰–۱۳۴۱ یک دوره فوق لیسانس روزانه نیز دایر شد که دانشجویان آن از میان دانش آموختگان مقطع لیسانس انتخاب می‌شدند و طول دوره یک سال بود.
سرانجام در ۳۱ مرداد ۱۳۴۲ دانشسرای عالی توسط هیئت وزیران منحل شد و سازمان تربیت معلم و تحقیقات تربیتی جایگزین آن شد که چند سال بعد، به دانشگاه تربیت معلم تهران تبدیل شد.

## استادان
در آغاز تأسیس دانشسرای عالی، اکثر استادان آن خارجی بوده و تنها ۹ تن از استادان آن ایرانی بودند که همگی در پایه‌گذاری فرهنگ و آموزش و پرورش جدید ایران سهم داشتند. هفت تن از این افراد عبارت بودند از:
- اسدالله بیژن، استاد علوم تربیتی
- عباس اقبال آشتیانی، استاد تاریخ
- احمد بهمنیار، استاد زبان و ادبیات عرب
- عبدالحسین شیبانی، استاد تاریخ
- محمود حسابی، استاد فیزیک
- سید کاظم عصار، استاد حکمت قدیم
- مسعود کیهان، استاد جغرافیا